# Granada de fusil

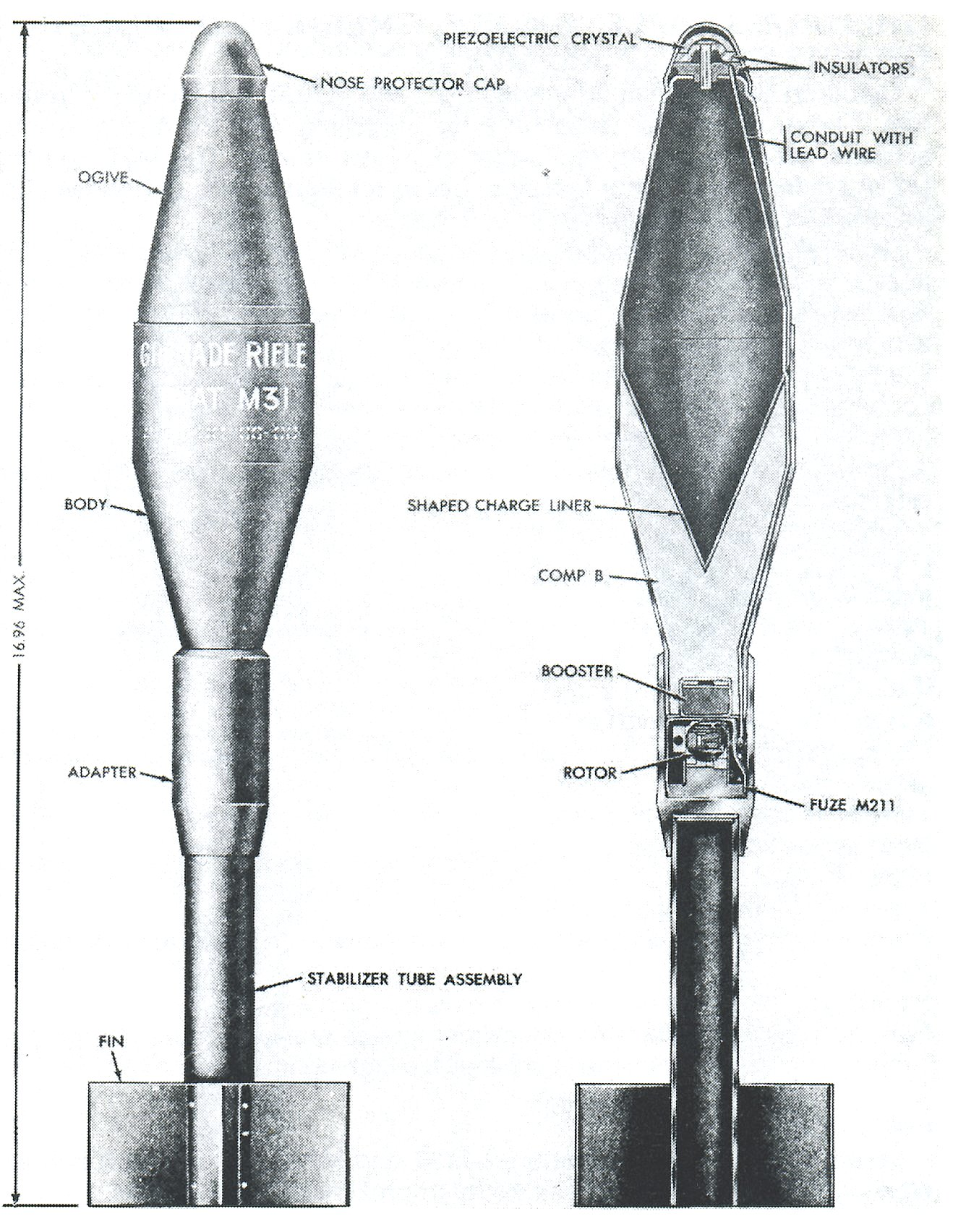
Corte esquemático de una granada de fusil HEAT M31, del US Army Field Manual FM 23-3 1972. La ojiva de la M31 fue adaptada en el posterior lanzacohetes monotiro descartable M72 LAW.

La granada de fusil es una granada que se lanza desde un fusil, teniendo un mayor alcance efectivo que si fuese lanzada a mano.
La práctica de lanzar granadas con bocachas lanzagranadas fue empleada a gran escala por primera vez durante la Primera Guerra Mundial y continúa hasta el día de hoy, con el término "granada de fusil" abarcando diversos modelos, incluyendo ojivas de alto poder explosivo, fragmentación y antitanque, así como aturdidoras, fumígenas, incendiarias y bengalas.
Las granadas de fusil han sido mayormente superadas en el papel de fuego de apoyo a la infantería por una combinación de lanzagranadas acoplados y lanzacohetes antitanque portátiles descartables.    

## Historia

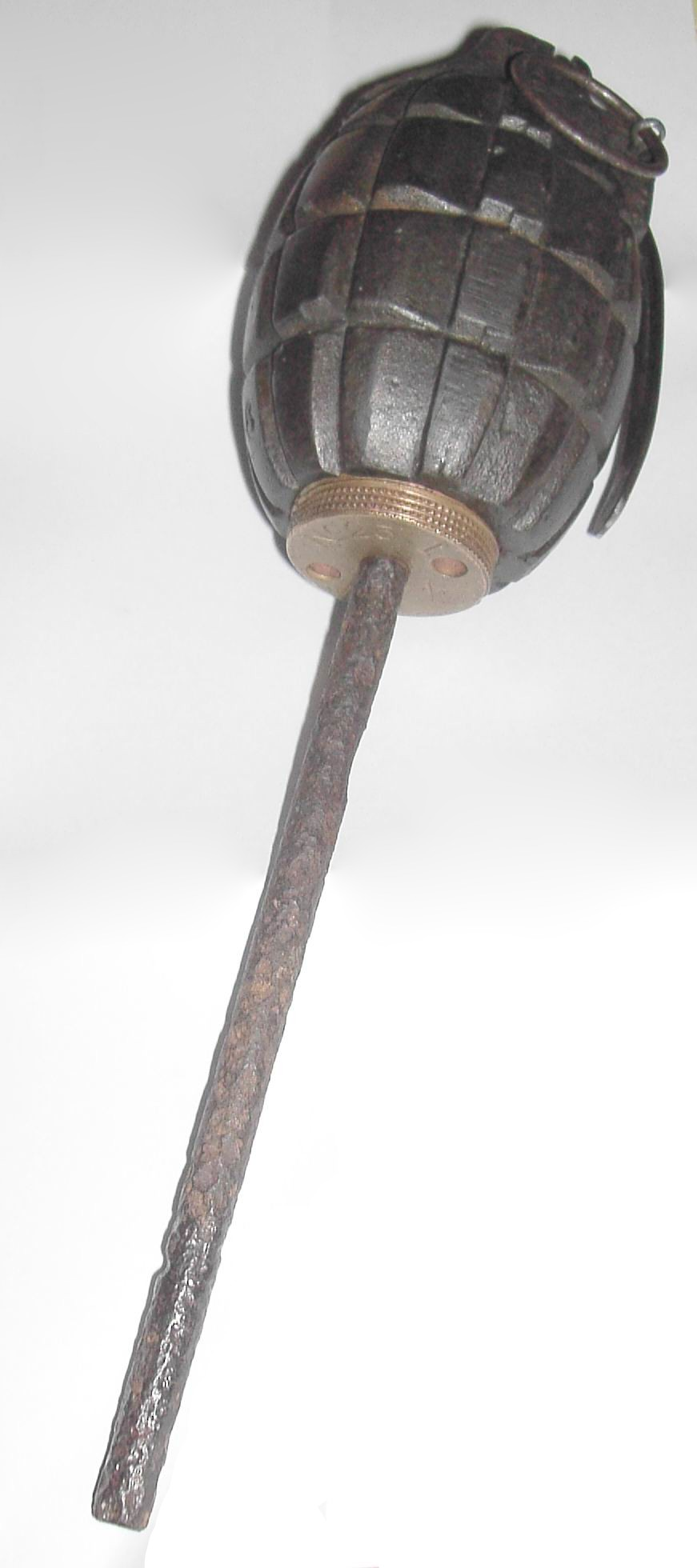
Bomba Mills N°23 Mk II, con varilla para lanzarse desde un fusil.

### Primeros empleos
La adaptación de granadas para ser empleadas en fusiles empezó alrededor del siglo XVIII, cuando se instalaron bocachas en forma de copa a las bocas de los cañones de mosquetes de chispa, con las granadas siendo propulsadas por los gases del disparo. Los primeros experimentos se le atribuyen a un tal Coronel Amazawa, que experimentó con granadas lanzadas desde fusiles durante la Batalla de Port Arthur en la guerra ruso-japonesa, con la idea siendo empleada por el Ejército de Tierra español, aunque los franceses la usaron ampliamente durante la guerra de trincheras de la Primera Guerra Mundial.
Martin Hale desarrolló la granada de varilla en 1908. "Una sencilla varilla era acoplada a una granada especial, insertada en el cañón de un fusil estándar y lanzada con un cartucho de fogueo". Los británicos no adoptaron inmediatamente esta idea y entraron a la Primera Guerra Mundial sin granadas de fusil. Sin embargo, tan pronto como empezó la guerra de trincheras, hubo una repentina necesidad de granadas de fusil. El gobierno británico compró una variante con varilla de la granada No. 2 como solución temporal.

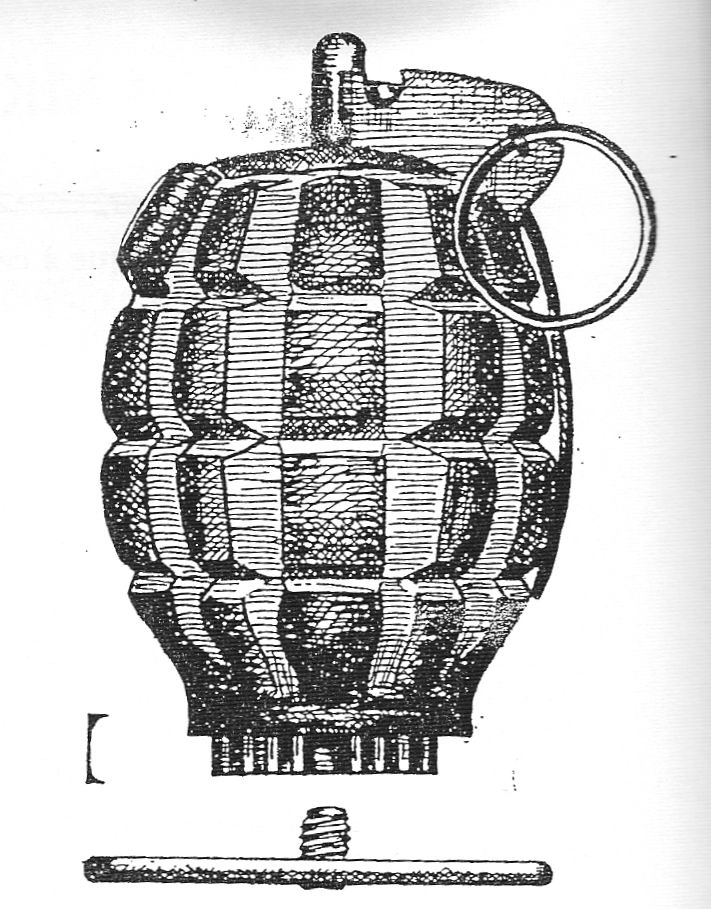
Dibujo de la granada Mills N°36, junto a su disco obturador para ser lanzada desde una bocacha lanzagranadas.

Para 1915, Hale había desarrollado la granada No. 3, que es usualmente conocida como la granada de fusil Hales. La granada Hales fue mejorada en el transcurso de la Primera Guerra Mundial para hacerla más fiable y sencilla de fabricar. Sin embargo, la producción de la granada era lenta. Para poder enviar más granadas de varilla al frente, los británicos también fabricaron versiones de varilla de la bomba Mills.
A pesar de ser una idea simple, el lanzamiento de una granada de varilla "...ejercía un enorme desgaste en el cañón del fusil y el propio fusil, dando como resultado la necesidad de fusiles especializados para el lanzamiento de granadas, ya que rápidamente perdía su precisión para disparar balas. Esto llevó a la búsqueda de una alternativa y tuvo como consecuencia la reaparición de la bocacha lanzagranadas durante los años finales de la Primera Guerra Mundial". Después de la Primera Guerra Mundial, la granada de fusil con varilla fue declarada obsoleta y las restantes granadas Hales fueron reemplazadas con bombas Mills equipadas con discos obturadores, para ser lanzadas desde una bochacha lanzagranadas instalada en el fusil.

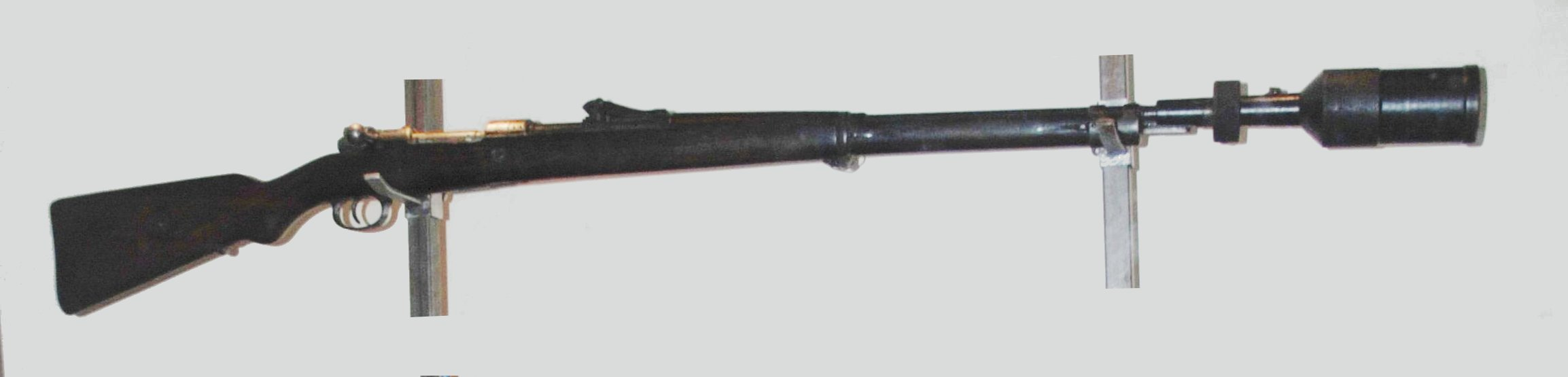
Un Mauser 98 con bocacha lanzagranadas, en el Memorial de Verdún.

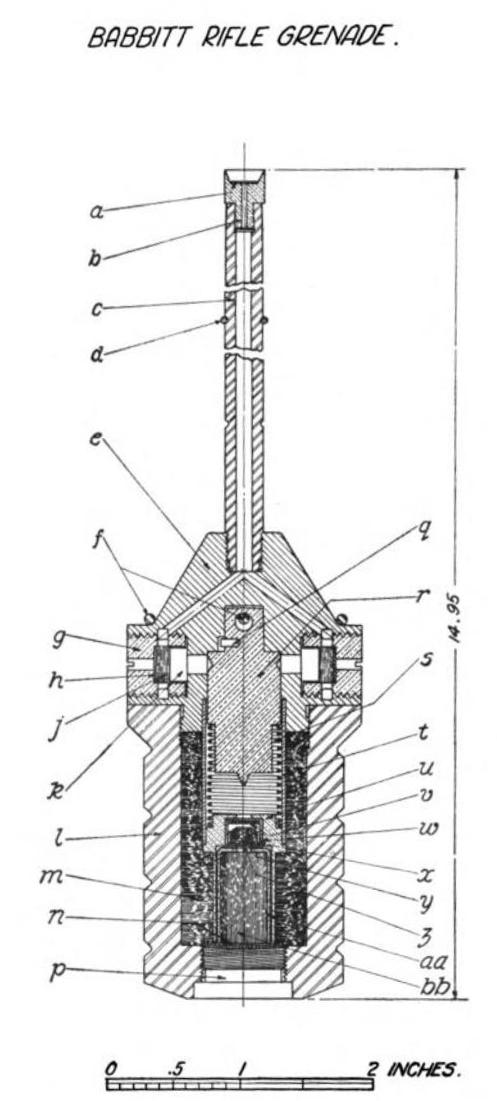
Diagrama de una granada de fusil Babbitt, como la empleada por el Springfield M1903.

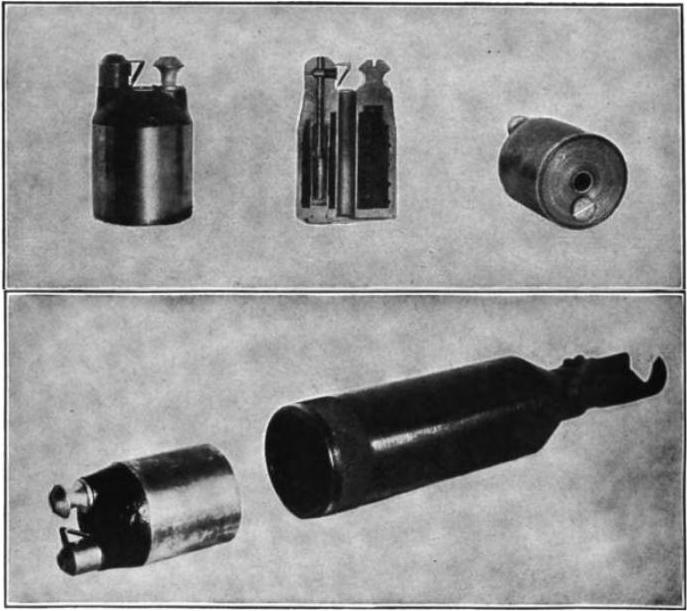
Granada de fusil francesa VB, modelo con paso de bala. Arriba se observan dos granadas enteras y una seccionada, mientras que abajo se observa la granada y su bocacha lanzagranadas, que va fijada al fusil. En la granada seccionada se observa el agujero central que permite lanzarla disparando cartuchos estándar. También se observa la placa que accionaba su espoleta cuando era golpeada por la bala.

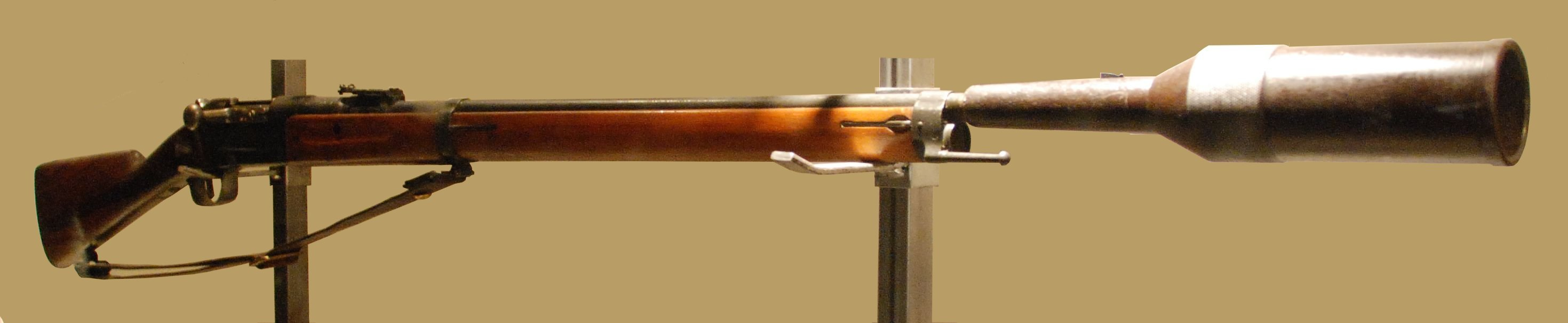
Fusil Lebel con bocacha lanzagranadas VB.

La granada de fusil francesa 'VB', llamada así por sus inventores, Viven y Bessières, era lanzada desde el fusil estándar con un adaptador especial y un cartucho estándar, teniendo un alcance efectivo de unos 160 a 183 m (175 a 200 yardas) y un radio explosivo de 68,5 m (75 yardas). La granada tenía un agujero en el centro, que permitía el paso de la bala, mientras que el fogonazo era atrapado por el aparato lanzador y empleado para lanzar la granada. La bala, después de pasar por la carcasa de la granada, golpeaba una pequeña placa que accionaba su espoleta. Entonces se encendía la mecha de la granada, con una duración de 8 segundos antes de detornar. La granada se podía lanzar apoyando el fusil en el hombro, pero debido al gran retroceso y al pobre equilibrio del fusil equipado con la granada, era más usual lanzarla apoyando la culata del fusil en el suelo y sosteniéndolo en el ángulo adecuado, o montándolo sobre un trípode. La granada de fusil era útil en la ofensiva, especialmente al atacar nidos de ametralladoras fortificados con sacos terreros, así como en la defensiva. Ocho soldados armados con granadas de fusil podían lanzar 150 granadas en un minuto, ofreciendo un pesado bombardeo para romper las líneas del atacante.
Al entrar a la Primera Guerra Mundial, Estados Unidos trató de adoptar la granada VB, pero no fue muy exitosa. La diferencia de calibres entre los cartuchos estándar francés y estadounidense (8 mm y 7,62 mm) significaba que la granada debía ser rediseñada con un agujero más pequeño, pero incluso esto no fue suficiente para asegurar un funcionamiento fiable, debido a las diferencias de diseño de las balas. La bala estadounidense se rompía con frecuencia dentro de la granada y esto hizo que la granada derivada de la VB fuese descartada en mayo de 1918.
El siguiente intento estadounidensde por obtener una granada de fusil, fue el desarrollo de una granada de varilla mejorada. La granada Babbitt, desarrollada por el Coronel E. B. Babbitt del Departamento de Armamento de los Estados Unidos, empleaba una larga varilla en la parte posterior de la granada, que era introducida en el cañón de un fusil Springfield M1903 y lanzada con un cartucho de fogueo especial. La varilla estaba estriada y tenía una arandela, que le permitía al usuario introducir la varilla a una distancia dada en el cañón del fusil. Cuando la varilla era parcialmente insertada, la presión en la recámara se reducía y lanzaba la granada a corta distancia. Cuando era lanzada en un ángulo de 45°, se podían lograr alcances de 46 a 274 m (50 a 300 yardas); con el fusil en un ángulo de 80°, se lograban alcances de 13,7 m (15 yardas). Además de ofrecer la fuerza para lanzar la granada, los gases del disparo eran dirigidos a través de un agujero en la varilla, ofreciendo la fuerza necesaria para armar la granada. Una vez armada, la granada tenía una pesada espoleta que la detonaba al impactar.

### Después de la Primera Guerra Mundial

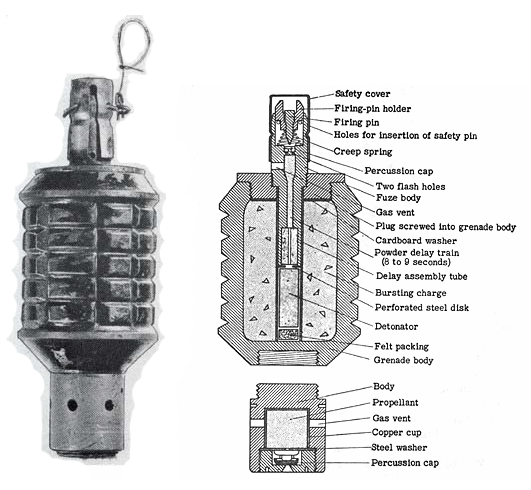
Granada Tipo 91 japonesa de 50 mm, con cartucho propulsor roscado para ser empleada desde un lanzagranadas Tipo 89.

Después de la Primera Guerra Mundial, la granada de fusil fue rápidamente modificada para incrementar su efectividad al ser lanzada desde el fusil.
En 1928, el Regio Esercito adoptó una inusual bocacha lanzagranadas de 38,5 mm que iba remachada al costado de un fusil Carcano de 6,5 mm, el Moschetto di Fanteria Mod. 91/28 con Tromboncino. Cuando se empleaba, se le retiraba el cerrojo al fusil y era instalado en el cajón de mecanismos de la bocacha lanzagranadas. La culata del fusil se apoyaba contra el suelo, se introducía una granada en la bocacha lanzagranadas y se cargaba un cartucho estándar en la recámara de la bocacha lanzagranadas. Cuando se disparaba la bocacha, la bala es atrapada, el cuello del casquillo se expande y los gases pasan al cañón de la bocacha a través de cuatro agujeros, proveyendo la energía necesaria para lanzar la granada. Luego que la granada es lanzada, se abre la recámara de la bocacha, el casquillo es eyectado y la bala cae. La necesidad de retirarle el cerrojo al fusil lo dejaba inoperable hasta que fuese puesto en su lugar, un procedimiento lento y complejo. Además podía causar la pérdida del cerrojo en el fragor del combate, inutilizando completamente el fusil. En consecuencia, este diseño no fue adoptado por otros países. Actualmente, puede ser visto como un primigenio aunque fallido antecesor de los modernos lanzagranadas acoplados, tales como el M203.

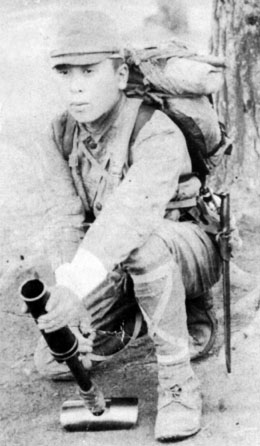
Soldado japonés mostrando el empleo correcto del lanzagranadas Tipo 89.

El Ejército Imperial Japonés continuó experimentando con granadas de mano y de fusil en el período de entreguerras, adoptando una familia de granadas de fragmentación con adaptabilidad casi universal. Introducida en 1931, la granada Tipo 91 podía ser lanzada con la mano, desde una bocacha lanzagranadas (Lanzagranadas Tipo 100), desde un lanzagranadas parecido a un mortero ligero (el lanzagranadas Tipo 89, o mortero de rodilla), o equipada con una cola con aletas para ser lanzada desde una bocacha lanzagranadas de espiga.
Las bocachas lanzagranadas de espiga eran empleadas por las Fuerzas Navales especiales japonesas para lanzar una granada antitanque (de carga hueca) con aletas. También eran empleadas para lanzar granadas de mano Tipo 91 equipadas con colas con aletas. Estas granadas tenían cartuchos lanzadores accionados por balas de madera dentro de sus colas. El cartucho con bala de madera es disparado por el fusil, la bala siendo atrapada en la cola lanzando y armando la granada. Estas bocachas lanzagranadas no tienen números de serie, por lo que se desconoce cuantas se produjeron y son difíciles de encontrar.[cita requerida]

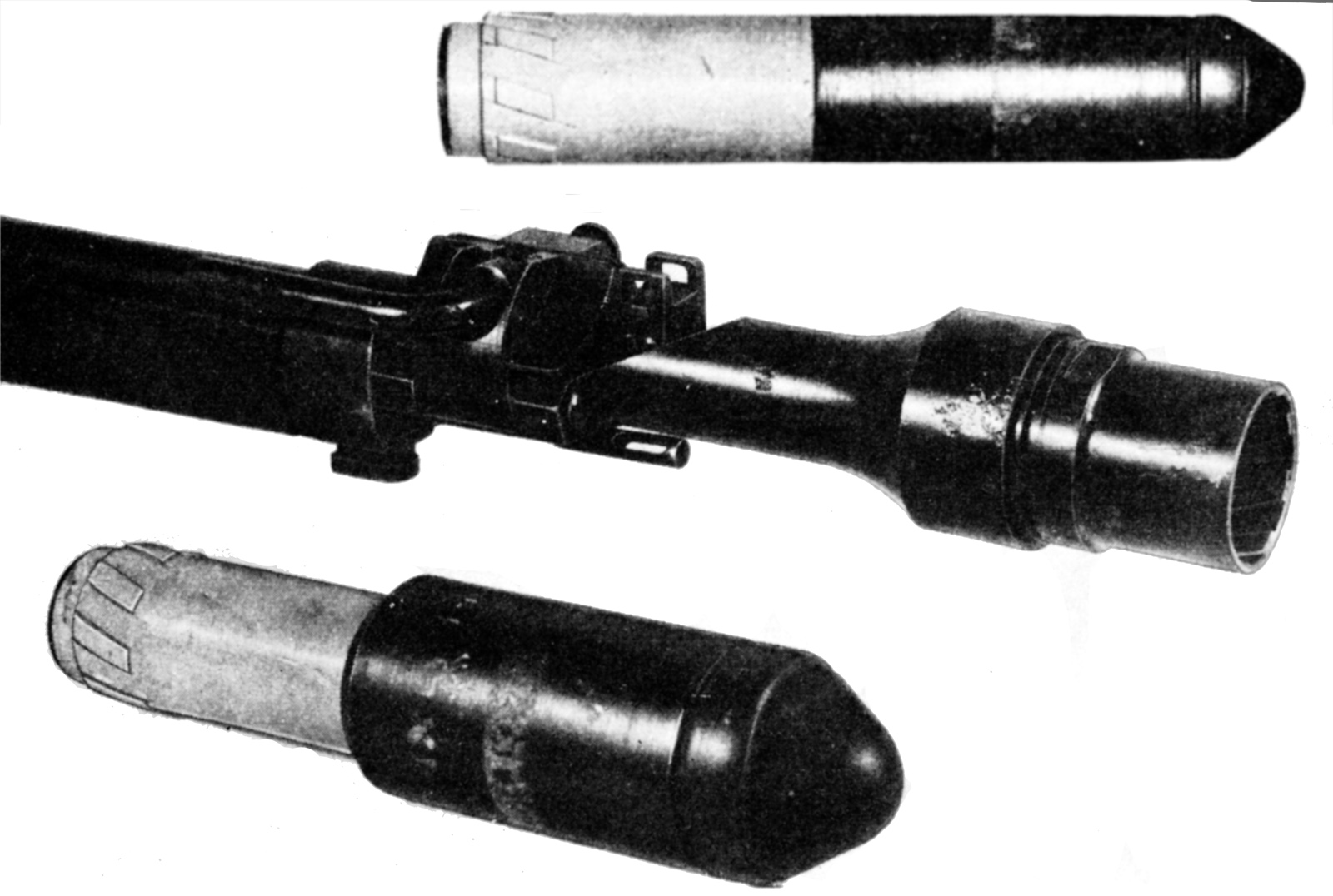
Lanzagranadas Tipo 2 japonés, junto a una Granada Tipo 2 de 30 mm y carga hueca (arriba) y otra de 40 mm del mismo tipo (abajo), empleado durante la Segunda Guerra Mundial.

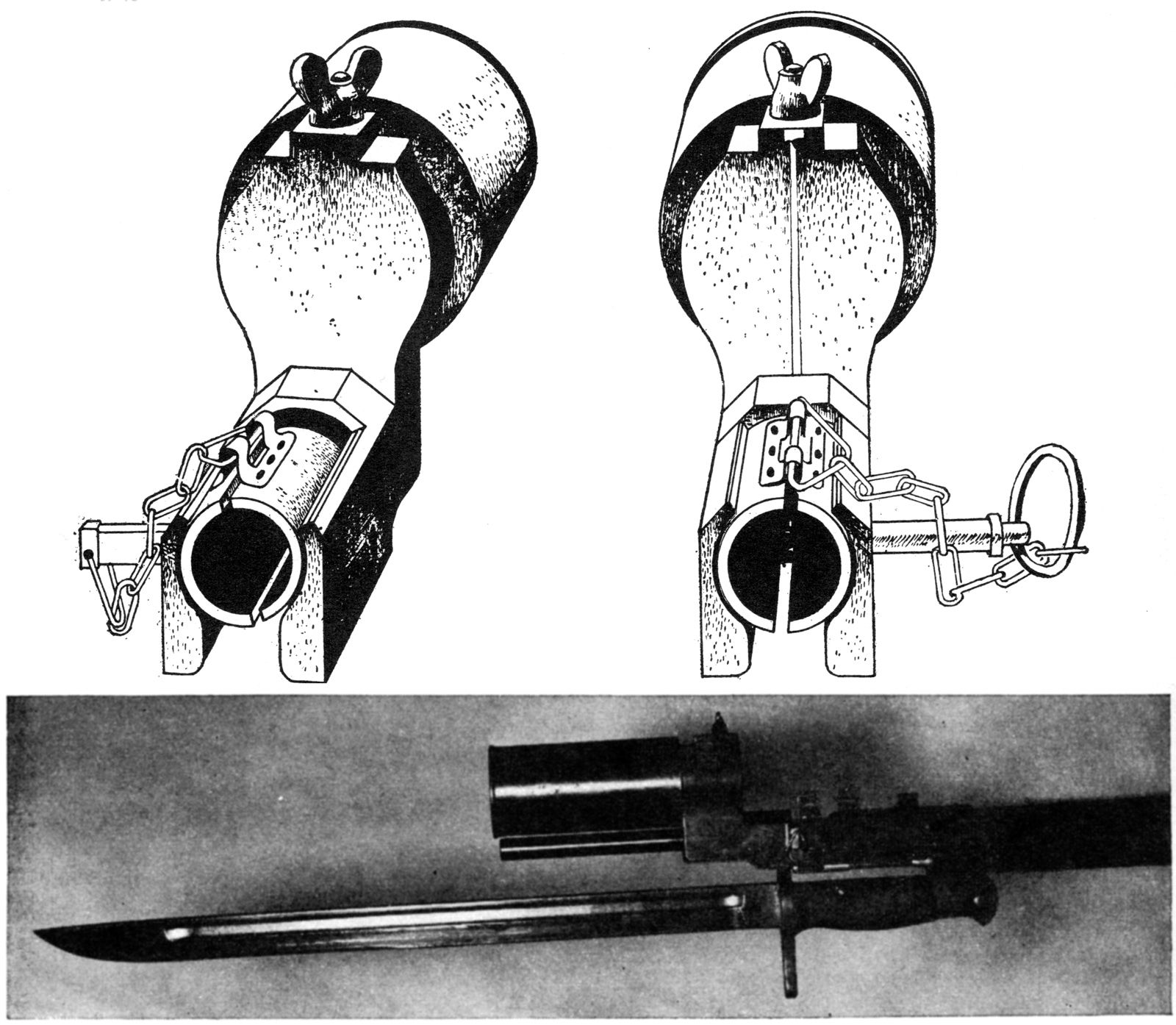
Dibujos y fotografía del lanzagranadas Tipo 100.

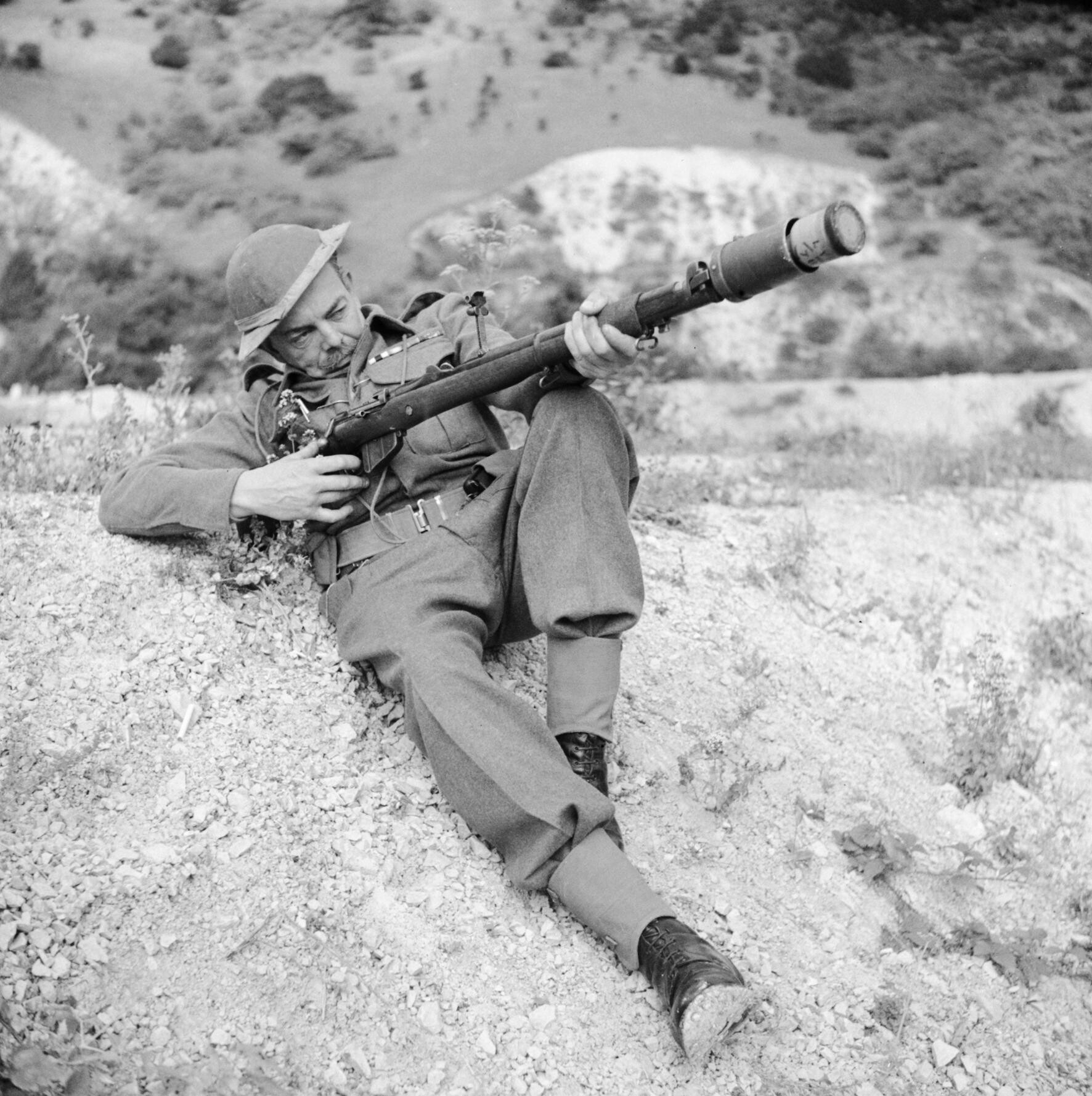
Un miembro de la Home Guard británica explica el empleo de un fusil equipado con bocacha para lanzar la Granada antitanque No. 68.

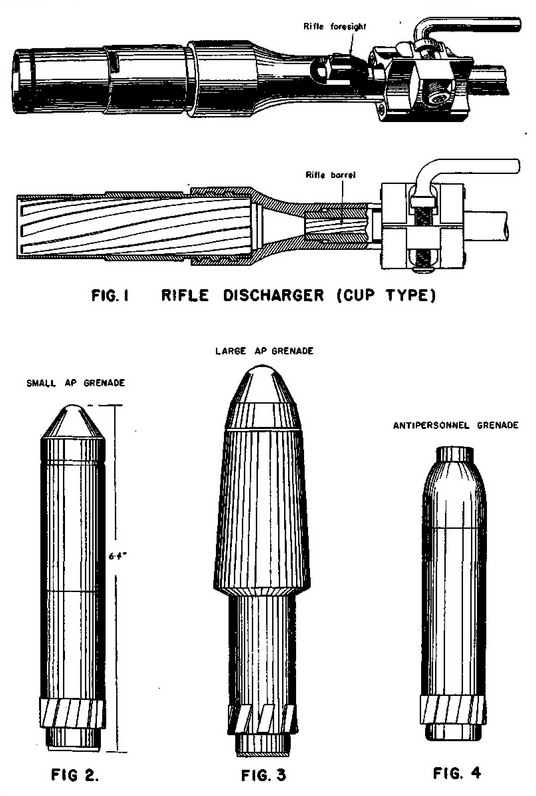
Dibujos de la bocacha lanzagranadas alemana Schiessbecher y sus granadas.

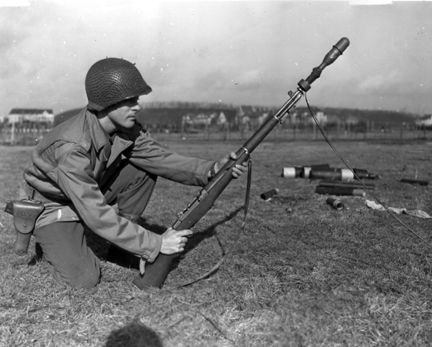
Un lanzagranadas M7 con su granada M9, instalado en el cañón de un M1 Garand.

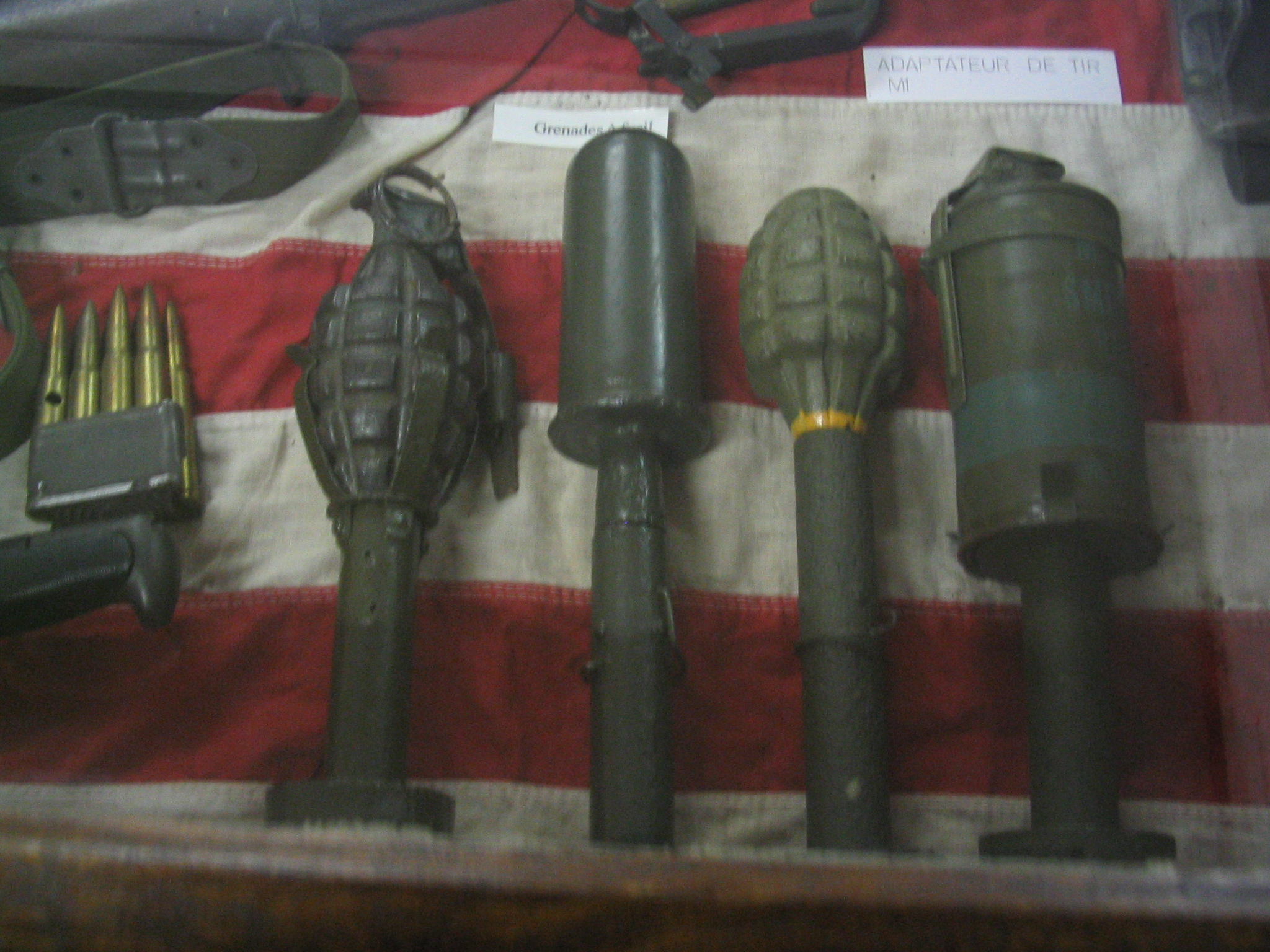
Granadas de fusil estadounidenses de la Segunda Guerra Mundial (de izquierda a derecha): Adaptador de granada M1 con una Mk.2 de fragmentación, granada de fusil M22 fumígena con espoleta de impacto, granada de fusil M17 de fragmentación con espoleta de impacto, adaptador de granada M2 con una granada fumígena AN/M8.

El lanzagranadas Tipo 89 fue introducido en 1939, para lanzar la granada de fragmentación Tipo 91 equipada con una base propulsora y una espoleta cronométrica. No explotaba al impacto, sino que fue diseñada para activar su espoleta en vuelo. Un débil resorte dentro su espoleta permitía al percutor ir hacia atrás al lanzarse la granada, encendiendo una mecha con una duración de 7-8 segundos. Al emplear este sistema, las granadas Tipo 91 podían ser lanzadas a través de la vegetación selvática o de pequeñas aberturas sin el riesgo de una detonación prematura en caso de que golpee un objeto en su trayectoria hacia el blanco. Aunque el lanzagranadas Tipo 89 podía ser operado por un solo soldado, usualmente era operado por tres soldados, alcanzando una cadencia de 25 granadas por minuto.
El lanzagranadas Tipo 100 fue introducido en 1939 como una bocacha lanzagranadas para que los fusiles Arisaka lancen las granadas Tipo 91 y Tipo 99. La bocacha es algo inusual, ya que emplea un sistema de trampa de gas, por lo que incorpora una extensión del cañón que desvía el exceso de gases propulsores para lanzar la granada desde una bocacha paralela al cañón. Esto tenía la ventaja de emplear los cartuchos de fusil estándar junto a las granadas de mano estándar, simplificando la logística, con el costo de incrementar el peso y reducir la eficacia del fusil. Su alcance efectivo era de 91 m (100 yardas).
El Reino Unido desplegó la primera granada antitanque durante la Segunda Guerra Mundial a finales de 1940, con la granada antitanque No. 68, que fue una de las primeras armas antitanque con ojiva de carga hueca o HEAT. El diseño de la ojiva era sencillo y podía penetrar 52 mm (2 pulgadas) de blindaje en 1940. Sus sencillas aletas le otorgaban cierta estabilidad en el aire, detonando al impactar.
En 1942, la Alemania nazi introdujo una bocacha lanzagranadas llamada Gewehrgranatengerät o Schiessbecher ("taza de disparo") que fue desarrollada a partir de las bocachas lanzagranadas diseñadas durante la Primera Guerra Mundial. La Schiessbecher de 30 mm podía montarse en cualquier fusil Kar 98k y había sido ideada para reemplazar a todos los anteriores modelos de bocachas lanzagranadas. Podía ser empleada contra infantería, fortificaciones y vehículos ligeramente blindados a una distancia de 280 m (306 yardas). Para estas tareas, se desarrollaron granadas especializadas con sus respectivos cartuchos propulsores para las 1.450.113 bocachas lanzagranadas Schiessbecher producidas. Los cartuchos propulsores disparaban una bala de madera a través del cañón del fusil hacia la granada, que la armaban automáticamente al impactarla y encendían su carga lanzadora. La Schiessbecher podía ser montada en el Karabiner 98a, el G98/40, el StG 44 y el FG 42.
El lanzagranadas Tipo 2 era una bocacha lanzagranadas para los fusiles japoneses Tipo 38 y Tipo 99. Era una versión de la Schiessbecher alemana. Se produjeron dos granadas para la bocacha: una de 30 mm y otra de 40 mm, ambas designadas como Granada Tipo 2. La bocacha lanzagranadas iba sobre la boca del cañón, sostenida en su lugar mediante un mecanismo con abrazadera. Para lanzar las granadas empleaba un cartucho de fogueo especial, o uno con bala de madera.
En los años previos a la Segunda Guerra Mundial, Estados Unidos adoptó las bocachas lanzagranadas de espiga de 22 mm. Estas iban acopladas a la boca del cañón del fusil y podían desacoplarse. Al igual que la mayoría de granadas de fusil, estas eran lanzadas mediante el disparo de un cartucho de fogueo. Las granadas de 22 mm iban desde potentes granadas antitanque como la M9 hasta sencillos tubos con aletas unidos a una granada de fragmentación como el adaptador de granada M1. Los 22 mm de su designación hacen referencia al diámetro del tubo que va insertado en la espiga de la bocacha, no al diámetro de la ojiva, que es mucho mayor. 

### Empleo hoy en día
Después de la Segunda Guerra Mundial, cada vez más países empezaron a adoptar granadas antitanque de fusil de 22 mm con ojivas de carga hueca o HEAT. En especial la granada ENERGA belga, que fue ampliamente adoptada por países occidentales. Estos diseños de posguerra podían ser del tipo "estándar", lanzadas mediante el disparo de un cartucho de fogueo, así como con "trampa de bala" y "paso de bala", que emplean cartuchos estándar.
La granada de fusil HEAT M31 es una granada antitanque de fusil estabilizada por aletas y diseñada a fines de la década de 1950 para reemplazar a la granada ENERGA belga, que había sido adoptada por el Ejército y el Cuerpo de Marines estadounidenses como armamento provisorio durante la Guerra de Corea. En comparación con la ENERGA, la M31 es más ligera y tiene una ojiva de menor diámetro (66 mm respecto a los 75 mm de la ENERGA). Se estima que la M31 puede perforar blindajes de 200 mm de espesor y 400 mm de hormigón armado. 
La granada de fusil con trampa de bala también fue cada vez más utilizada en los años de posguerra, principalmente por las granadas francesas AC58 antitanque y APAV40 multipropósito. Las bocachas lanzagranadas de espiga de 22 mm fueron aún más simplificadas, pasando a ser parte integral del fusil. Todos los actuales fusiles de la OTAN son capaces de lanzar granadas STANAG de 22 mm desde sus apagallamas, sin necesidad de un adaptador.
Para fines de la década de 1970, las granadas de fusil y sus lanzadores empezaron a ser reemplazados por lanzagranadas dedicados. Empleados por primera vez por las Fuerzas Armadas estadounidenses, estos lanzagranadas generalmente son armas individuales, como la escopeta lanzagranadas M79. O acoplados bajo el cañón de un fusil de asalto, como el lanzagranadas M203 acoplado a un fusil M16.
Hoy en día, hay un retorno a la idea de la granada de fusil, como la granada de entrada SIMON, la IMI Refaim, la FN Herstal Telgren y la Tipo 06 japonesa. Estas granadas fueron diseñadas para ser empleados por soldados comunes, al contrario de los granaderos especialmente entrenados. Por ejemplo, las granadas de fusil MECAR están equipadas con sencillos mecanismos de puntería y tienen un alcance efectivo de 300 m.

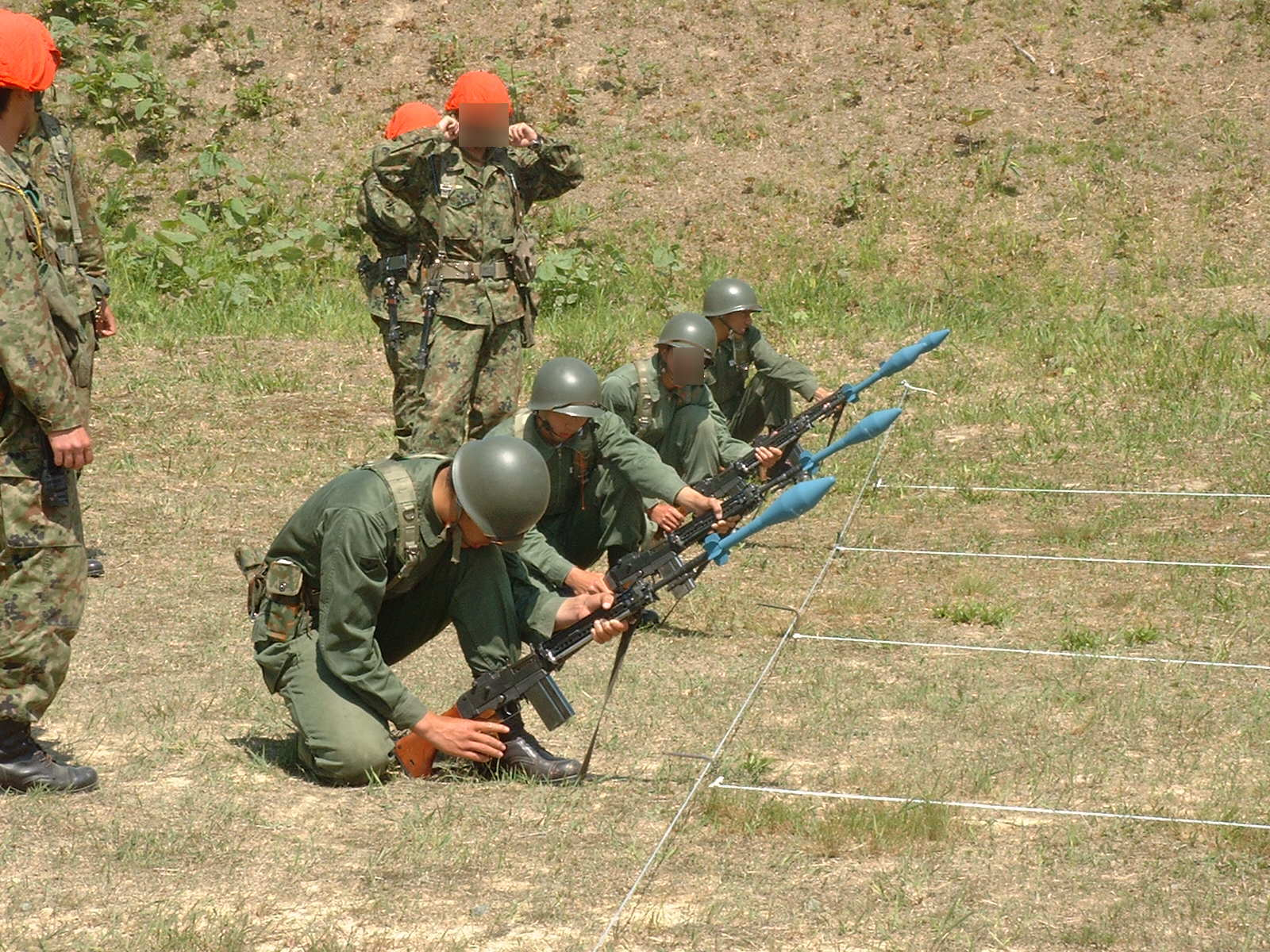
Soldados japoneses lanzando granadas de entrenamiento ENERGA desde sus fusiles Howa Tipo 64.

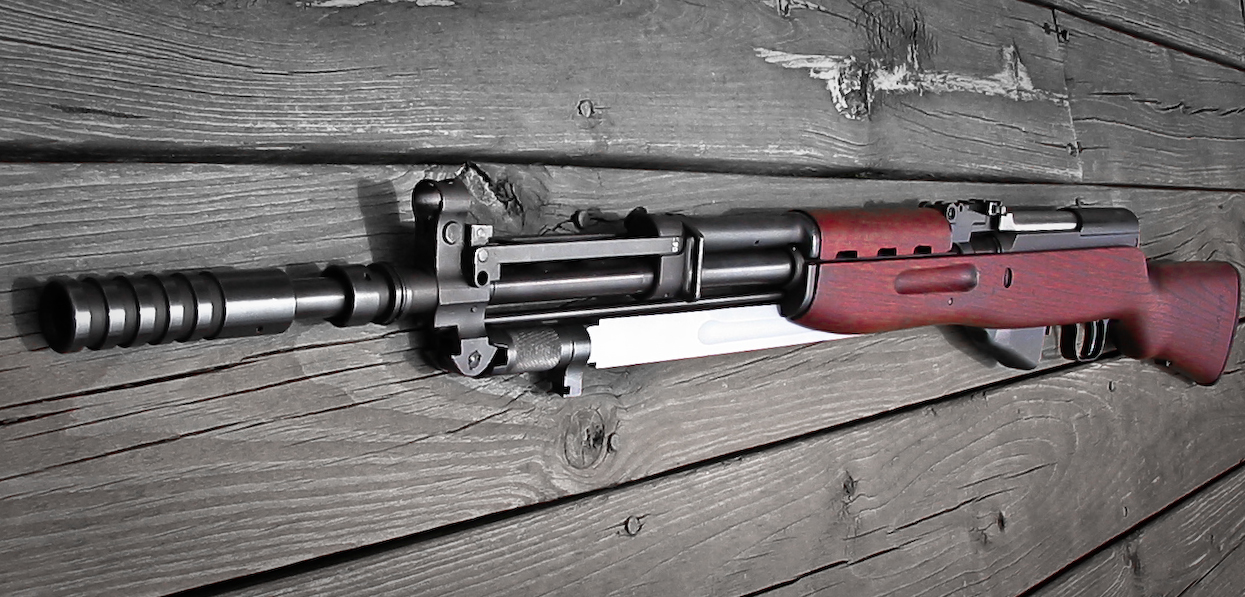
Una SKS yugoslava, con bocacha lanzagranadas de 22 mm acoplada a la boca del cañón y alza plegable para granadas.

La moderna doctrina de armas combinadas indica que cada unidad de infantería debe tener un cierto porcentaje de granaderos dedicados, soldados equipados con un lanzagranadas o un fusil con lanzagranadas. La crítica a esta doctrina es que si los granaderos de un grupo son eliminados o separados de éste, entonces el grupo ha perdido el fuego pesado de apoyo del lanzagranadas. Si se agregan granadas de fusil, cada soldado estaría equipado con una pequeña cantidad de granadas de fusil y tendría capacidad de fuego pesado. Sin embargo, todas las granadas de fusil agregan peso adicional a la carga de los soldados y por lo tanto deben reducir la cantidad de cartuchos de fusil que transportan. Por ejemplo, una moderna granada de fusil AC58 francesa pesa 5 kg, el equivalente al cargador lleno de un M16.
El AK-47 puede montar una bocacha lanzagranadas que emplea las granadas de mano soviéticas estándar RGD-5. La bocacha en forma de lata de sopa se atornilla a la boca del cañón del AK-47. Su alcance máximo efectivo es de aproximadamente 150 m. El M16 tiene un aparato similar para lanzar granadas de mano de gas lacrimógeno.
El 10 de abril de 2021, durante las protestas en Birmania, los policías antidisturbios mataron al menos 82 protestatarios en la ciudad de Bago con granadas de fusil.

### Comparación de desempeño
| Nombre                                | Fecha de introducción          | Longitud | Peso  | Carga explosiva                               | Penetración de blindaje (est.) | Alcance máximo | Alcance efectivo |
| ------------------------------------- | ------------------------------ | -------- | ----- | --------------------------------------------- | ------------------------------ | -------------- | ---------------- |
| Granada antitanque No. 68             | 1940                           | 178 mm   | 894 g | 156 g Lyddita, Pentolita o RDX/cera de abejas | 52 mm                          |                | 100 m            |
| Granada de fusil M17                  | 1941                           | 248 mm   | 667 g | 57 g TNT                                      |                                | 200 m          |                  |
| Granada antitanque de fusil M9A1 HEAT |                                | 285 mm   | 590 g | 158 g TNT                                     | 100 mm                         | 285 m          | 100 m            |
| Granada ENERGA                        | Década de 1950[cita requerida] | 395 mm   | 645 g | 331 g RDX y TNT                               | 200 mm                         | 300 m          | 100 m            |
| Super Energa                          |                                | 425 mm   | 765 g | 314 g PETN                                    | 275 mm                         | 550 m          | 200 m            |
| Denel R1M1                            | Década de 1970[cita requerida] | 425 mm   | 720 g | ? g RDX y cera                                | 275 mm                         | 375 m          | 75 m             |
| Granada de fusil M31 HEAT             | Década de 1950[cita requerida] | 430 mm   | 709 g | 254 g Compuesto B                             | 200 mm                         | 185 m          | 115 m            |
| AC58                                  |                                | 380 mm   | 500 g | ? g hexogen-tolita                            | 350 mm                         | ? m            | ? m              |
| APAV40                                | 1956                           | 352 mm   | 405 g | 80 g hexogen-tolita                           | 100 mm                         | 320 m          | 170 m            |

## Tipos

### De varilla
La granada de fusil de varilla es una granada de mano estándar con una varilla de metal unida a su base. Fueron desarrolladas antes de la Primera Guerra Mundial. Para emplearla:
1. Inserte la granada de varilla en el cañón de un fusil estándar.
2. Introduzca un cartucho de fogueo especial en la recámara del fusil.
3. Apoye la culata del fusil contra el suelo.
4. Mientras sujeta la palanca de seguridad de la granada con una mano, jale el pasador de seguridad con la otra.
5. Sitúe su mano libre en la empuñadura del fusil y prepárese para disparar.
6. Suelte la palanca de seguridad de la granada, sitúe rápidamente dicha mano en el guardamanos del fusil y dispare inmediatamente el fusil.

Si el soldado no lanzaba de inmediato la granada, esta explotaría. Más tarde se descubrió que el lanzamiento repetido de granadas de varilla dañaba el cañón del fusil, por lo que la granada de fusil de varilla fue retirada de servicio.

### De bocacha
La bocacha lanzagranadas reemplazó a la granada de fusil de varilla durante la Primera Guerra Mundial. Esta bocacha con forma de lata de sopa se acoplaba a la boca del cañón de un fusil. La bocacha lanzagranadas podía lanzar una granada de mano estándar, o una granada específica. Para emplearla:
1. Inserte una granada dentro de la bocacha lanzagranadas. Cuando se utilice una granada de mano estándar, retírele el pasador de seguridad. La bocacha lanzagranadas sujetará la palanca de seguridad hasta el lanzamiento.
2. Introduzca un cartucho de fogueo especial en la recámara del fusil.
3. Apoye la culata del fusil contra el suelo y dispare desde esta posición.

### Con paso de bala
La bocacha lanzagranadas tiene la ventaja de emplear granadas de mano estándar. Sin embargo, la necesidad de cargar un cartucho de fogueo en la recámara del fusil para lanzar la granada demostró ser inconveniente en combate. Esta dificultad llevó al desarrollo de la granada francesa Viven et Bessières (o granada V-B) con paso de bala. Como su nombre lo indica, estas granadas permitían el empleo de munición estándar. La granada V-B tiene un agujero en su centro que permite el paso de una bala estándar; esto activa la granada, los gases del disparo la lanzan y explota 8 segundos después. Esto elimina la necesidad de utilizar un cartucho de fogueo especial para lanzar la granada. Para emplearla:
1. Introduzca la granada V-B en la bocacha lanzagranadas.
2. Apoye la culata del fusil contra el suelo y dispare desde esta posición.

### De espiga
La bocacha lanzagranadas de espiga para granadas de 22 mm fue desarrollada antes de la Segunda Guerra Mundial. Este tipo de bocacha es acoplada a la boca del cañón de un fusil y permite el empleo de una amplia variedad de granadas de fusil, desde potentes granadas antitanque hasta sencillos tubos con aletas y una granada de mano de fragmentación unida a su extremo. Estas granadas de fusil pueden ser "estándar", que son lanzadas mediante un cartucho de fogueo. O con "trampa de bala" y "paso de bala", que permiten el empleo de munición estándar. Todas las granadas de fusil de 22 mm modernas explotan al impacto. Todos los fusiles estándar de la OTAN son capaces de lanzar granadas de fusil STANAG de 22 mm desde sus bocachas apagallamas sin necesidad de utilizar un adaptador. Las modernas granadas de fusil con trampa de bala, como la APAV40 francesa, pueden lanzarse tan rápido como un soldado la inserta en la bocacha apagallamas de un fusil FAMAS y aprieta el gatillo. Para emplearla:
1. Inserte la granada de fusil de 22 mm en la bocacha apagallamas del fusil.
2. Apunte al blanco y dispare el fusil.

## Otros usos y aparatos similares

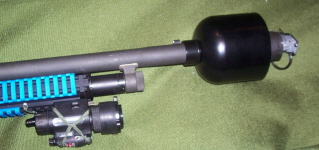
Una granada antidisturbios dentro de una bocacha lanzagranadas, instalada en una escopeta Mossberg 500.

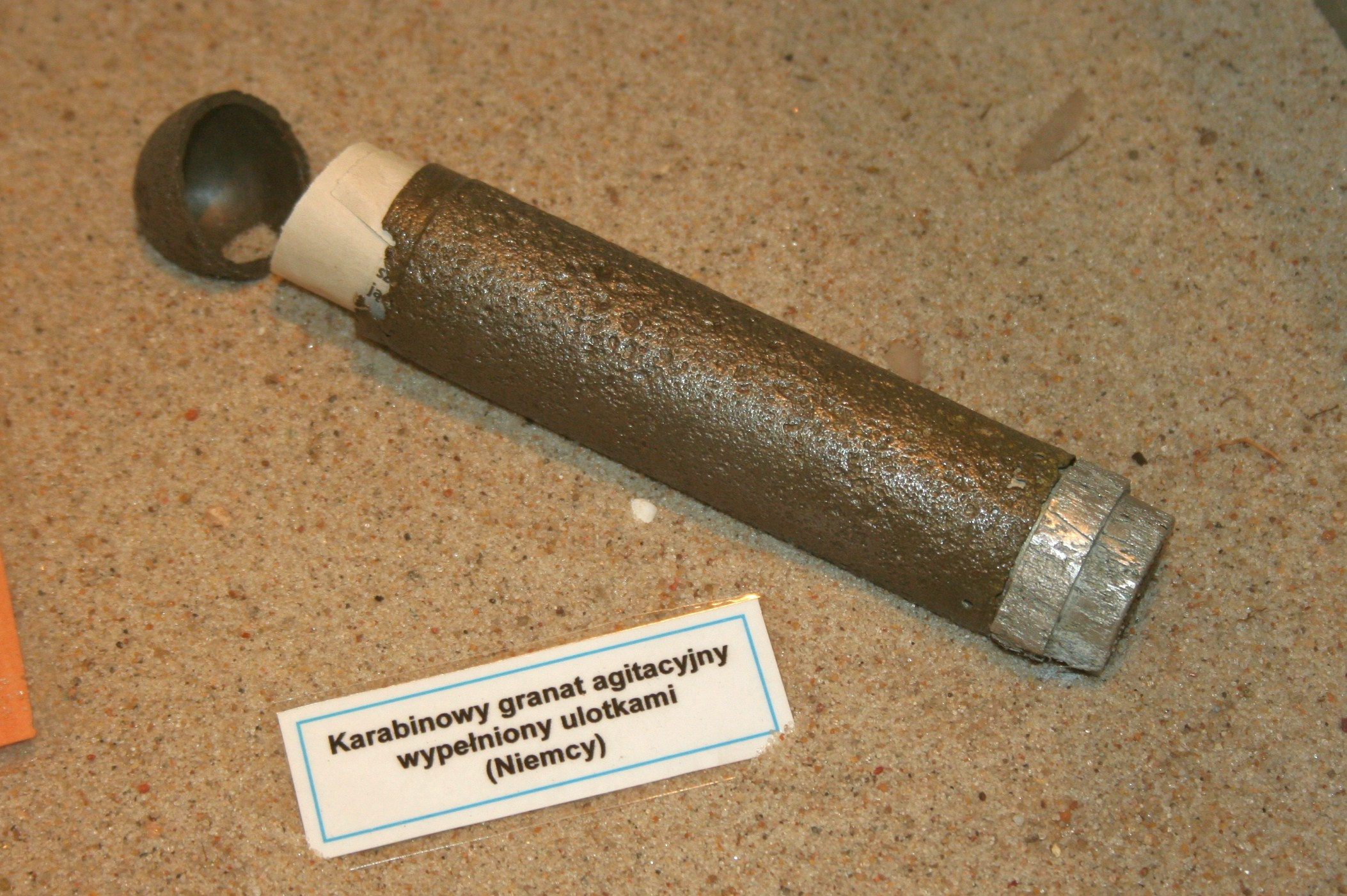
Granada de fusil alemana para distribuir propaganda.

El surgimiento de granadas no-letales para controlar disturbios llevó a la creación de versiones lanzadas desde armas de estas granadas, aunque usualmente son lanzadas por escopetas antidisturbios, no fusiles. Estos sistemas emplean una bocacha lanzagranadas acoplada a la boca del cañón de la escopeta, para lanzar diversas granadas no-letales.
Durante la Segunda Guerra Mundial, la Alemania nazi desarrolló y desplegó una granada de fusil para propaganda (Gewehr Propaganda Granate). Fue diseñada para que los soldados de primera línea esparzan octavillas de propaganda mediante una granada de fusil que, al impactar, dispersaría el material impreso gracias a una pequeña carga eyectora.
Un lanzador de pelotas de golf es una bocacha que se utiliza para propósitos deportivos o recreativos. Esta bocacha lanza una pelota de golf estándar a más de 228,6 m (250 yardas) con muy poco retroceso. Estas bocachas fueron diseñadas para reemplazar al apagallamas de un fusil Colt AR-15.